# The Killers Within
The Killers Within es una película estadounidense de drama y misterio de 1995, dirigida por Paul Leder, que a su vez la escribió, y además es parte de la producción, la musicalización la realizó Jann Castor, a cargo de la fotografía estuvo Francis Grumman y elenco está compuesto por Robert Carradine, Meg Foster, John Saxon y Melanie Smith, entre otros.

## Sinopsis
Un individuo tiene que hallar la verdad acerca del enigmático fallecimiento de su hermano, encuentra un grupo neonazi secreto liderado por un fuerte congresista.